# Bressay
Bressay es una isla de Escocia, ubicada en las islas en el archipiélago de las Shetland. Se encuentra al sur de Whalsay, al oeste de Noss y al norte de Mousa. Con 28 km², es la quinta isla más grande de las islas Shetland. La población es de alrededor de 384 personas, concentradas en Glebe, Fullaburn y Maryfield.
Bressay tiene un gran número de aves migratorias, en especial en el oeste. El lago de Grimisetter es un refugio para aves zancudas y cisnes cantores. En el extremo sur, hay una colonia de escúas árticos.